# Sydney Motorsport Park
Le Sydney Motorsport Park, anciennement Eastern Creek International Raceway est un circuit automobile permanent situé à Eastern Creek, dans la banlieue de Sydney (Australie).

Plan du circuit